# Иоанн Бридлингтонский
Иоанн Бридлингтонский, он же Иоанн из Туинга и Иоанн Твендж (англ. John of Bridlington, John of Thwing, John Twenge, 1319, Туинг, Йоркшир и Хамбер — 10 октября 1379, Бридлингтон, Йоркшир и Хамбер) — английский католический святой XIV века, приор Бридлингтонского приората.
Последний английский святой, канонизированный до Реформации в Англии.

## Биография
Родился в 1319 году в деревне Туинг примерно в 14 км к западу от Бридлингтона. Происходил из йоркширской семьи Твендж, в которой в будущем родятся два католических священника, ставшие мучениками во время английской Реформации.
Получил образование в деревенской школе, в затем в Оксфордском университете. Присоединился к августинским регулярным каноникам в Бридлингтонском приорате. Исполнял свои обязанности со смирением и усердием, служил последовательно наставником послушников, раздающим милостыню, проповедником и суб-приором. Стал каноником монастыря в 1346 году, и в конечном итоге был избран приором в 1356 году. Он отказался из скромности, но его вновь выбрали в 1361 году, и в этот раз он вступил в должность в январе 1362 года. Служил приором в течение семнадцати лет до своей смерти 10 октября 1379 года.

## Прославление

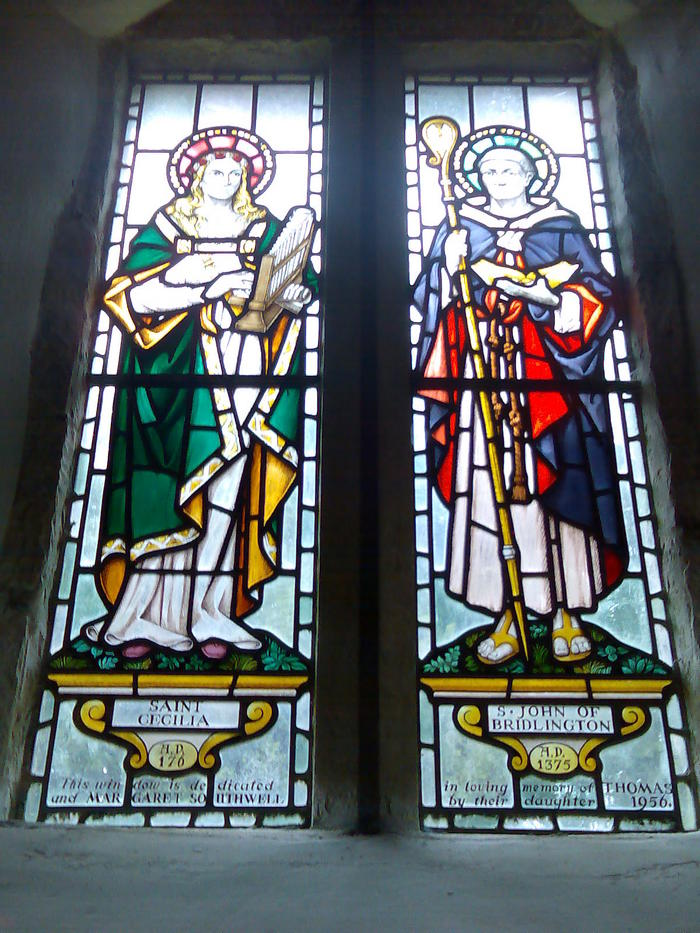
Святые Цецилия Римская и Иоанн Бридлингтонский на витраже в церкви в Туинге.

После его смерти молва о связанных с ним чудесах быстро распространилась по стране. В 1386 году Александр Невилл, архиепископ Йоркский, поручил собрать сведения для прошения о его канонизации. Папа Бонифаций IX издал буллу о причислении Иоанна к лику святых 24 сентября 1401 года.
Его восхваляют за честную жизнь, учёность и щедрость. Король Генрих V приписал свою победу при Азенкуре небесной помощи святых Иоанна Бридлингтонского и Иоанна Беверлийского. Покровительствует женщинам в трудных родах и местным рыбакам.
Во время английской Реформации Генриха VIII просили пощадить великолепную усыпальницу святого, но её всё-равно разрушили в 1537 году. От Бридлингтонского приората остался лишь неф церкви, восстановленный в 1857 году.
День памяти — 10 октября.